# Escuela nocturna (novela)
Escuela nocturna (título original en inglés: Night School) es un thriller del autor británico Lee Child. Es la vigésimo primera novela de la saga de Jack Reacher. Fue editada originalmente por Bantham Press y Delacorte Press. En Argentina y España fue publicada en 2022 por la editorial Blatt & Ríos, con la traducción de Aldo Giacometti.

## Argumento
Es 1996 y Jack Reacher todavía está en el ejército. El día empieza bien para él: por la mañana le dan una medalla por haber eliminado a dos criminales de guerra de la antigua Yugoslavia. Sin embargo, por la tarde lo mandan de nuevo a la escuela. En el aula se encuentra con un agente del FBI y un analista de la CIA. Los tres son oficiales de alto nivel. Los tres acaban de obtener un reconocimiento por haber prestado un servicio extraordinario a los Estados Unidos. Y los tres se preguntan qué diablos están haciendo ahí.
Al otro lado del océano, en Hamburgo, Alemania, entre los restos de la recién acabada Guerra Fría, un nuevo enemigo está tramando algo grande. Y hay un americano involucrado.
Según un agente infiltrado en un grupo terrorista el americano pide un millón de dólares por venderles algún tipo de material.
El precio es tan elevado que dispara todas las alarmas y se sospecha que el americano puede ser un militar.
Acompañado de la sargento Neagley, Reacher viaja a Hamburgo y comienza a investigar con ayuda de un inspector policía alemana.
Hay un posible testigo que hace un retrato robot del sospechoso, pero este mismo testigo pertenece a una organización neonazi que advierte a sus jefes de la presencia de investigadores norteamericanos en el asunto, lo que capta su interés.
Tras una ardua investigación por las calles de Hamburgo y los archivos militares Reacher y Neagley logran identificar al vendedor y tras entrevistarse con sus familiares y un veterano general descubren horrorizados que lo que pretende vender al grupo terrorista son unas bombas nucleares portátiles conocidas como "Davy Crockett" descartadas y perdidas durante la Guerra Fría que podrían arrasar una ciudad entera.

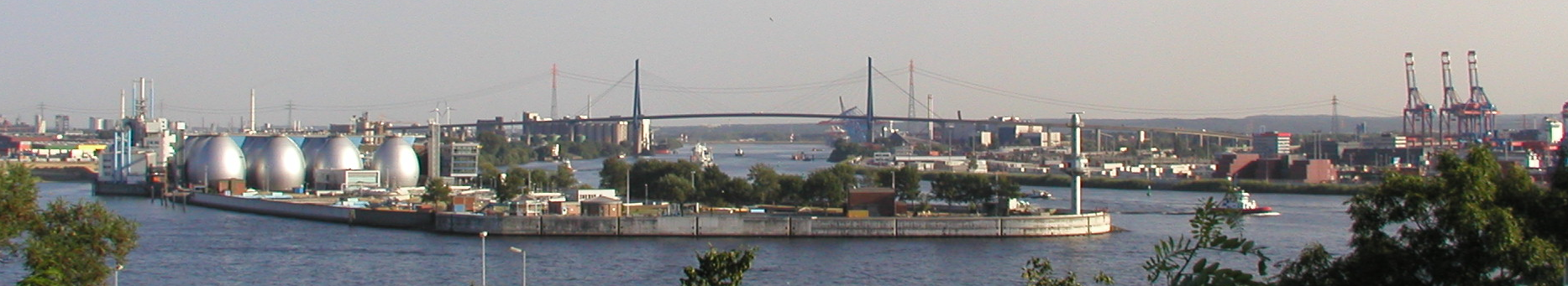
El puerto de Hamburgo es uno de los principales lugares de la trama.

Mientras los líderes terroristas envían a una mensajera para cerrar el trato, el grupo neonazi se adelanta a ellos gracias a que cuentan con un topo en la policía de Hamburgo y tras matar al vendedor se hacen con la furgoneta cargada con las bombas. Afortunadamente los neonazis desconocen lo que son los artefactos y tras recuperarlas en una fábrica Reacher ejecuta al líder neonazi "para que la historia no se repita".

## Recepción
Night School, fue bien recibida por la crítica. The Washington Post la llamó "La mejor de las novelas de Reacher". Mientras que el Evening Standard  se refirió a ella como "Absolutamente apasionante". En relación con la edición en español, el diario La Prensa afirmó que "Es uno de esos libros que magnetizan los dedos"